# Collège régional Champlain St. Lawrence
Le Collège régional Champlain St. Lawrence est un campus du Collège régional Champlain situé à Québec dans l'arrondissement Sainte-Foy–Sillery–Cap-Rouge. Institué en 1972, il s'agit du seul collège d'enseignement général et professionnel entièrement anglophone de la ville de Québec,.

## Histoire
Le Collège régional Champlain St. Lawrence a été fondé en 1958 par le cardinal Maurice Roy en tant qu'école privée pour garçons. Comme collège classique affilié à l'Université Laval, St. Lawrence offre un programme d'une durée de huit ans, c'est-à-dire l'école secondaire puis le collège, qui mène à un baccalauréat en arts.
En 1965, le collège St. Lawrence devient une institution mixte lorsqu'il accepte d'accueillir les étudiantes du Collège Marymount qui venait de fermer ses portes.
Depuis son existence, le collège n'a pas toujours été localisé au même endroit. En 1958, il se retrouve au Grand Séminaire de Québec. Puis, en 1964, il déménage dans ses propres locaux sur l'avenue Wolfe, lesquelles seront revendus sept ans plus tard. En 1972, St. Lawrence déménage sur l'avenue Jean-De Quen et finalement, en 1977, à son endroit actuel sur l'avenue Nérée-Tremblay.
Le collège trouve ses origines dans la fusion de plusieurs institutions qui devinrent publiques en 1967, lorsque le Québec créa les collèges d'enseignement général et professionnel. Alors que le collège a changé plusieurs fois de localisation, sa mission éducative a elle aussi évolué. Après la déposition du Rapport Parent, St. Lawrence abandonne ses programmes d'éducation secondaire et de baccalauréat pour devenir un cégep après avoir été affilié au Cégep de Sainte-Foy puis au Collège Vanier. Le 1er juillet 1972, St. Lawrence devient un des trois campus du Collège régional Champlain. En 2015, il tente de retrouver son indépendance, alors qu'un programme d'agrandissement sur deux années est annoncé.
En 2023, le collège est secoué par une crise institutionnelle. Une enquête du ministère de l'Enseignement supérieur a mis en évidence des dysfonctionnements des organes de direction, dont le conseil d'administration, des dépenses pas maîtrisées, des relations tendues entre la directrice et le conseil d'établissement et des soupçons de harcèlement. Le mandat de la directrice n'est pas renouvelé.

## Programmes offerts

### Formations préuniversitaire
Sciences
- Sciences pures appliquées
- Science de la santé

Sciences humaines
- Sciences humaines (Général)
- Psychologie
- Commerce
- Mathematiques

Littérature, arts et langues
- Espagnol-Français
- Allemand-Français
- Espagnol-Allemand

### Formations techniques
- Technique de comptabilité et gestion (PW Sims Business Program)
- Technique de tourisme